# 송정규
송정규는 대한민국의 도선사이자 야구인이다.

## 경력
- 롯데 자이언츠 단장
- 한국해사법학회 회장
- 한국도선사협회 회장